# Liste der Singles in den Race-Records-Charts 1948
Die Liste der Singles in den Race-Records-Charts 1948 enthält alle Songs von Singles, die im Kalenderjahr 1948 in der Kategorie Most Played Juke Box Race Records des Billboard gelistet wurden. Ab dem 22. Mai wurden zusätzlich zu den Abspielzahlen der Jukeboxen auch die Verkaufszahlen von 78er-Schallpatten ermittelt und in getrennten Listen erfasst. Diese Charts stellten den Vorläufer der 1949 eingeführten Billboard R&B Charts dar.

## Hintergrund
Seit den frühen 1940er Jahren war der Markt für sogenannte Race Records (also Platten afroamerikanischer Musiker für ein afroamerikanisches Publikum) so gewachsen, dass Billboard daran interessiert war, deren Umsatz zu messen. „Race Music“ war ein Begriff, der bereits seit den 1920er-Jahren von der Plattenindustrie verwendet wurde.
Zunächst als Harlem Hit Parade und über die Verkäufe von Schallplatten ermittelte Billboard seit 1942 Charts für derartige Race Records. Die wöchentlichen Verkäufen wurde zuerst in einer nicht näher definierten Auswahl der „beliebtesten Plattenläden“ im New Yorker Stadtteil Harlem (der stark afroamerikanisch geprägt war) in einer informellen Umfrage erhoben. 1944 waren zunächst Plattenläden in Chicago und Newark (New Jersey) hinzugekommen, dann in den ganzen Vereinigten Staaten.
Seit 17. Februar 1945 veröffentlichte Billboard statt dieser Verkaufscharts eine Chartermittlung der wöchentlich meistgespielten Titel in den Musikautomaten, der auf Berichten von solchen Jukebox-Betreibern in den Vereinigten Staaten beruhte, deren Standort Race Records erforderte; diese wurde unter dem Titel Most Played Juke Box Race Records veröffentlicht.
Zusätzlich wurden im Mai 1948 wieder Verkaufscharts eingeführt; Grundlage der wöchentlichen Chart-Tabelle Best Selling Retail Race Records war eine nationale Umfrage in solchen Plattengeschäften, in denen die Mehrheit der Kunden Race Records kauften. Im Juni 1949 wurde der Begriff Race in beiden Chartlisten ersetzt durch „Rhythm and Blues“.
Im Jahr 1948 platzierten sich insgesamt 144 Songs.

## Liste „Most Played Juke Box Race Records“ und (ab 22. Mai 1948) „Best Selling Retail Race Records“
Die Liste erfasst in getrennten Spalten ab den Eintrittsdatum vom 22. Mai sowohl die Verkaufszahlen von Schallplatten (Best Selling Retail Race Records, in der Tabelle abgekürzt R) als auch deren Abspielzahlen der Jukeboxen (Most Played Juke Box Rece Records, abgekürzt J).
| Interpret                                                  | Titel Autor(en)                                                                | Einstieg (R) | Wochen (R) | HP (R) | Einstieg (J) | Wochen (J) | HP (J) | Label-Nummer              | Bemerkungen |
| ---------------------------------------------------------- | ------------------------------------------------------------------------------ | ------------ | ---------- | ------ | ------------ | ---------- | ------ | ------------------------- | --- |
| Julia Lee & Her Boy Friends                                | (Opportunity Knocks But Once) Snatch and Grab It Sharon Pease                  | -            | -          | -      | 11.10.1947   | 28         | 1      | Capitol 40028             | Die R&B-Nummer war ähnlich strukturiert wie Lees Hit Gotta Gimme Whatcha Got (1947), dabei aber jazziger angelegt, mit Trompete (Ernie Royal), Saxophon (Dave Cavanaugh), Piano (Julia Lee) und Gitarre (Jack Marshall), ferner Bass (Harry Babasin) und Schlagzeug (Baby Lovett). |
| Bull Moose Jackson                                         | I Love You, Yes I Do Henry Glover                                              | 22.05.1948   | 3          | 8      | 05.10.1947   | 25         | 1      | King 4181                 | |
| Johnny Moore                                               | Merry Christmas, Baby Lou Baxter, Johnny Moore                                 | 18.12.1948   | 4          | 8      | 05.10.1947   | 2          | 4      | Exclusive EX-254          | Tatsächlich stammte die Nummer vom Bandsänger Charles Brown, wie dieser Ben Sidran in einem Interview mitteilte. |
| Louis Jordan                                               | Boogie Woogie Blue Plate Joe Burhkin, Johnny De Vries                          | -            | -          | -      | 03.01.1948   | 24         | 2      | Decca 24104               | |
| Louis Jordan                                               | Early in the Morning Dallas Bartley, Leo Hickman, L. Jordan                    | -            | -          | -      | 15.11.1947   | 11         | 5      | Decca 24155               | Eine Latin-Nummer aus dem Musikfilm Look Out Sister (1947, Regie Bud Pollard). |
| Louis Jordan                                               | Let the Good Times Roll Sam Theard, Fleecie Moore                              | -            | -          | -      | 23.12.1947   | 4          | 4      | Decca 23741               | |
| Nellie Lutcher                                             | He’s a Real Gone Guy Nellie Lutcher                                            | -            | -          | -      | 13.09.1947   | 23         | 2      | Capitol Americana 40017   | Aufgenommen Los Angeles, 30. April 1947; mit Billy Hadnott (Bass), Lee Young (Schlagzeug) und Nappy Lamare (Gitarre). |
| The Ravens                                                 | Write Me a Letter Howard Biggs                                                 | 29.05.1948   | 2          | 10     | 10.01.1948   | 13         | 5      | National 9038             | |
| Louis Jordan & his Tymphany Band                           | Early in the Morning Dallas Bartley, Leo Hickman, L. Jordan                    | -            | -          | -      | 15.11.1947   | 10         | 3      | Decca 24155               | Eine Latin-Nummer aus dem Musikfilm Look Out Sister (1947, Regie Bud Pollard). |
| Nellie Lutcher & Her Rhythm                                | Hurry On Down Nellie Lutcher                                                   | -            | -          | -      | 16.08.1947   | 18         | 2      | Capitol Americana 40002   | Mit Ulysses Livingston (git), Billy Hadnott (kb), Lee Young (dr); Los Angeles, April 1947. |
| T-Bone Walker                                              | Call It Stormy Mondy, But Tuesday Is Just As Bad T-Bone Walker                 | -            | -          | -      | 24.01.1948   | 6          | 5      | Black & White Records 122 | T-Bone Walker – Call it Stormy Monday |
| Rose Murphy                                                | I Can’t Give You Anything but Love Jimmy McHugh, Dorothy Fields                | -            | -          | -      | 31.01.1948   | 7          | 3      | Majestic 1204             | Später sollte Ella Fitzgerald Imitationen sowohl von Louis Armstrongs als auch von Rose Murphys Interpretation des Jazzklassikers liefern. |
| Nellie Lutcher & Her Rhythm                                | Do You or Don't You Love Me? Nellie Lutcher                                    | -            | -          | -      | 31.01.1948   | 2          | 9      | Capitol Americana 40062   | Nellie Lutcher and Her Rhythm: Nellie Lutcher (p,vcl), Ulysses Livingston (git), Billy Hadnott (kb), Lee Young (dr). |
| Nellie Lutcher                                             | The Song Is Ended Irving Berlin                                                | -            | -          | -      | 31.01.1948   | 2          | 5      | Capitol Americana 40062   | B-Seite von Do You Or Don't You Love Me?. Mit Irving Ashby (git), Billy Hadnott (kb) und Sidney Catlett (dr). |
| Nat King Cole Trio                                         | Those Things Money Can’t Buy Al Goodhart, Ruth Poll                            | -            | -          | -      | 31.01.1948   | 3          | 10     | Capitol 15011             | Those Things Money Can’t Buy nahm Cole 1947 mit Irving Ashby (git) und Johnny Miller (kb) auf. |
| Nat King Cole Trio                                         | What’ll I Do Irving Berlin                                                     | -            | -          | -      | 07.02.1948   | 2          | 8      | Capitol 15019             | Ein Jazzstandard aus den 1920er-Jahren, den Cole 1947 mit Oscar Moore (git) und Johnny Miller (kb) aufgenommen hatte. |
| The Ravens                                                 | Ol’ Man River Oscar Hammerstein II                                             | -            | -          | -      | 07.02.1948   | 1          | 10     | National 9035             | The Ravens - Ol' Man River |
| Louis Jordan                                               | Barnyard Boogie                                                                | -            | -          | -      | 07.02.1948   | 13         | 2      | Decca 24300               | „Barnyard Boogie ist ein typisch wilder, humorvoller Jordan-Tummel“, schrieb 1948 The New Yorker. |
| Paul Williams                                              | 35-30 (Thirty-Five-Thirty) Paul Williams                                       | 22.05.1948   | 7          | 9      | 14.02.1948   | 5          | 7      | Savoy 661                 | Ein Jahr vor The Hucklebuck war die Instrumentalnummer 35-30 der erste Charterfolg des Saxophonisten. |
| Julia Lee & Her Boy Friends                                | King Size Papa Johnny Gomez, Paul Vance                                        | 22.05.1948   | 15         | 5      | 14.02.1948   | 28         | 1      | Capitol Americana 40082   | Julia Lee and Her Boy Friends, mit Geechie Smith (tp), Benny Carter (as), Dave Cavanaugh (ts), Julia Lee (p,vcl) Jack Marshall (git), Red Callender (kb), Sam „Baby“ Lovett (dr). |
| T-Bone Walker                                              | Long Skirt Baby Blues John Shifty Henry                                        | -            | -          | -      | 14.02.1948   | 1          | 10     | Black & White 123         | Mit John E. Buckner (tp), Bumps Myers (ts), Willard McDaniel (p), Billy Hadnott (kb), Oscar Lee Bradley (dr). |
| Rose Murphy                                                | When I Grow Too Old to Dream Sigmund Romberg, Oscar Hammerstein II             | -            | -          | -      | 14.02.1948   | 3          | 10     | Majestic 1204             | Der Billboard meinte 1947, „Das gute Klavier[spiel] von Rose Murphy und das ungewöhnliche Quietschen ihres Gesangs sind wunderlich genug, um ansteckend zu wirken.“ |
| The Mills Brothers                                         | Manana Dave Barbour, Peggy Lee                                                 | -            | -          | -      | 28.02.1948   | 1          | 10     | Decca 24333               | Manana war die B-Seite von I Wish I Knew the Name, ein Song von Allan Roberts und Lester Lee. |
| Lonnie Johnson                                             | Tomorrow Night Sam Coslow, Will Grosz                                          | 22.05.1948   | 19         | 1      | 28.02.1948   | 31         | 1      | King 4201                 | Lonnie Johnsons größter kommerzieller Erfolg war Tomorrow Night, von dem 300.000 Exemplare verkauft wurden. |
| Louis Jordan                                               | How Long Must I Wait for You Jerry Black, Lucky Millinder                      | -            | -          | -      | 06.03.1948   | 1          | 9      | Decca 24300               | Eine Aufnahme vom 16. Juli 1945. |
| The Ink Spots                                              | The Best Things in Life Are Free Ray Henderson                                 | -            | -          | -      | 06.03.1948   | 1          | 10     | Decca 24327               | Ein Musical-Song, der 1947/48 auch in den Versionen von Bing Crosby, Gordon MacRae, Andy Russell & The Pied Pipers, Dinah Shore, Kay Starr und Jo Stafford populäre war. |
| Joe Lutcher                                                | Shuffle Boogie Joe Lutcher                                                     | -            | -          | -      | 06.03.1948   | 1          | 10     | Capitol 40071             | Joe Lutcher and His Band, mit Karl George (tp), Joe Lutcher (as,vcl), Bill Ellis (ts), Leon Beck (bar), L.H. Morrow (p), Ulysses Livingston (git), Bea Booker (kb), Booker Hart (dr). |
| Nellie Lutcher & Her Rhythm                                | Fine Brown Frame Guadalupe Cartiero, J. Mayo Williams                          | 22.05.1948   | 9          | 4      | 13.03.1948   | 16         | 2      | Capitol 15032             | Der Song entstand im Dezember 1o947 und war B-Seite von Hurry On Down. Mit Hurley Ramey (git), Truck Parham (kb,) Alvin Burroughs (dr). |
| Bull Moose Jackson & His Buffalo Bearcats                  | All My Love Belongs to You Sally Nix, Henry Glover                             | 22.05.1948   | 16         | 4      | 13.03.1948   | 17         | 3      | King 4189                 | |
| Rose Murphy                                                | Cecilia Dave Dreyer, Herman Ruby                                               | -            | -          | -      | 13.03.1948   | 1          | 10     | Majestic 1213             | |
| Dinah Washington                                           | Ain’t Misbehavin’ Fats Waller                                                  | -            | -          | -      | 13.03.1948   | 1          | 6      | Mercury 8072              | „In Dinahs Händen wurde 'Ain't Misbehavin' zu einer Ballade, langsam und überlegt, wobei jedem Wort und jeder Phrase Aufmerksamkeit geschenkt wurde - ganz anders als bei Wallers bekanntem Toben.“ |
| Roy Milton’s Solid Senders                                 | Keep a Dollar in My Pocket King Perry                                          | -            | -          | -      | 27.03.1948   | 1          | 8      | Specialty SP-522          | Mit Hoses Sapp (tp), Earl Sins (as), Bill Gaither (ts), Camille Howard (p,vo), Clarence Jones (b), Roy Milton (d,voc). |
| Rosetta Howard & Big Three Trio                            | Ebony Rhapsody Johnston - Coslow                                               | -            | -          | -      | 27.03.1948   | 4          | 8      | Columbia 37573            | „Blues singer with piano, guitar, string bass and drums acc.“ |
| Bull Moose Jackson & His Buffalo Bearcats                  | Sneaky Pete Sally Nix                                                          | -            | -          | -      | 27.03.1948   | 1          | 10     | King 4181                 | Die R&B-Nummer wurde 1947/48 u. a. auch von Willie Bryant, Jesse Stone und Jimmie Lunceford’s Orchestra (unter Leitung von Eddie Wilcox & Joe Thomas) aufgenommen. |
| The Big Three Trio                                         | You Sure Look Good to Me Caston                                                | 19.06.1948   | 1          | 13     | 03.04.1948   | 2          | 10     | Columbia 38093            | Der Song, eine Überarbeitung von Wee Baby Blues (Big Joe Turner) durch Art Tatum (1939), war eine Produktion von Jim Bullet (Bullet Records) aus Nashville, der sie an Lester Melrose (Columbia) verkaufte. Das Trio bestand aus Leonard „Baby Doo“ Caston, Willie Dixon und Bernardo Dennis. Die R&B-Nummer wurde 1948 auch von Little Miss Cornshucks eingespielt, später auch von Junior Wells.                        |
| Bull Moose Jackson                                         | I Want a Bowlegged Woman Glover - Nix                                          | 26.06.1948   | 4          | 12     | 10.04.1948   | 11         | 6      | King 4189                 | Der Titel entstand im August 1947 bei der gleichen Session wie Sneaky Pete |
| Louis Jordan                                               | Reet, Petite and Gone Spencer Lee, Louis Jordan                                | -            | -          | -      | 17.04.1948   | 6          | 4      | Decca 24381               | Ein Song aus dem gleichnamigen Musikfilm. |
| The Mills Brothers                                         | Shine Ford Dabney, Cecil Mack, Lew Brown                                       | -            | -          | -      | 24.04.1948   | 1          | 10     | Decca 24382               | |
| Wynonie Harris                                             | Good Rockin’ Tonight Roy Brown                                                 | 22.05.1948   | 22         | 2      | 01.05.1948   | 25         | 2      | King 4210                 | Wynonie Harris: Good Rockin Tonight |
| Savannah Churchill & The Four Tunes                        | Time Out for Tears Irving Berman, Abe Schiff                                   | -            | -          | -      | 21.02.1948   | 3          | 10     | Manor 1116                | Churchills erster Aufnahme dieses Songs folgten bald Versionen von Nat Cole, der Ink Spots und von Dinah Washington. |
| Nat King Cole                                              | Nature Boy Eden Ahbez                                                          | 22.05.1948   | 10         | 3      | 15.05.1948   | 10         | 3      | Capitol 15054             | Nat King Cole (p,vcl) wurde begleitet von seinem Trio (Oscar Moore, Gitarre, Johnny Miller, Bass) sowie einem Orchester (u. a. mit Harry Bluestone (vln), Jules Kinsler, Holzblasinstrumente); Arrangeur war Frank DeVol. |
| Nellie Lutcher and Her Rhythm                              | Come and Get It, Honey Robert Larkin                                           | -            | -          | -      | 15.05.1948   | 4          | 6      | Capitol 15064             | Come and Get It, Honey (aufgenommen 1947 in Chicago) war die B-Seite von He Sends Me. |
| Earl Bostic Orchestra                                      | Temptation Arthur Freed, Nacio Herb Brown                                      | 12.06.1948   | 3          | 13     | 15.05.1948   | 1          | 10     | Gotham G-160              | Earl Bostic (as), George Parker (p), Vernon King (kb), Shep Shepherd dr. |
| Camille Howard Trio, accompanied by a Roy Milton Unit      | X-Temperance Boogie Camille Howard                                             | -            | -          | -      | 22.05.1948   | 12         | 7      | Specialty SP-307          | Camille Howard war zu dieser Zeit Pianistin bei Roy Milton & His Solid Senders. |
| Sonny Thompson with The Sharps and Flats                   | Long Gone Thompson - Simpkins                                                  | 22.05.1948   | 30         | 1      | 05.05.1948   | 29         | 1      | Miracle M-126             | Ein Instrumental-Titel von Sonny Thompson with the Sharps and Flats auf zwei Plattenseiten. Thompson am Piano spielte mit Eddie Chamblee (ts), Alvin Garrett (git), Leroy Morrison (kb) und Herman „Red“ Cooper (dr). |
| Dan Grissom                                                | Recess in Heaven                                                               | 26.06.1948   | 5          | 11     | 22.05.1948   | 6          | 8      | Jewel ON-2004             | B-Seite von Why Must I Adore You. Dan Grissom wurde begleitet von Buddy Harper's Orchestra, mit Bumps Myers (ts) Buddy Harper (hca, git), Sylvester Scott (p), Joe Comfort (kb), Earl Hyde (dr). |
| Memphis Slim and The House Rockers                         | Messin’ Around Peter Chatman                                                   | 29.05.1948   | 25         | 4      | 29.05.1948   | 18         | 1      | Miracle 125               | B-Seite von Midnight Jump. |
| Julia Lee                                                  | That’s What I Like Julia Lee                                                   | -            | -          | -      | 29.05.1948   | 3          | 6      | Capitol 15060             | Julia Lee and Her Boy Friends, mit Geechie Smith (tp), Benny Carter (as), Dave Cavanaugh (ts), Julia Lee (p,vcl), Jack Marshall (git), Red Callender (kb), Sam „Baby“ Lovett (dr). |
| The Trumpeteers                                            | Milky White Way Lander Coleman                                                 | 13.06.1948   | 3          | 10     | 29.05.1948   | 2          | 8      | Score 5001                | Die Trumpeteers, auch bekannt als CBS Trumpeteers, waren eine schwarze Gospelgruppe, die vor allem mit ihrer Aufnahme von Milky White Way (ursprünglich 1947 für das Score-Label) bekannt wurden. Sie nahmen von 1947 bis in die 1980er Jahre für verschiedene Labels wie Score, King, Okeh, Gotham, Grand, Nashboro und HSE auf. Einige weltliche Aufnahmen wurden als Rockets und Four Rockets für Aladdin eingespielt. |
| Ivory Joe Hunter                                           | Don’t Fell in Love with Me Hunter                                              | 05.06.1948   | 5          | 9      | 12.06.1948   | 8          | 8      | King 4220                 | Mit Harold „Shorty“ Baker (tp), Tyree Glenn (tb,vib), Russell Procope (cl,as), Ivory Joe Hunter (p,vcl), Oscar Pettiford (kb), Sonny Greer (dr). |
| Ivory Joe Hunter                                           | Pretty Mama Blues Hunter                                                       | 05.06.1948   | 26         | 1      | 12.06.1948   | 23         | 1      | King 4220 / Pacific 673   | Auch der Sänger Clyde Bernhardt (mit John Hardee und Sammy Price) nahm die Nummer 1948 auf. |
| Arbee Stidham                                              | My Heart Belongs to You Stidham                                                | 12.06.1948   | 23         | 1      | 10.07.1948   | 20         | 1      | Victor 20-2572            | Aus Stidhams erster Aufnahmesession für Victor 1947 entstand ein überraschender Hit, die Ballade My Heart Belongs to You, ein Erfolg, den er nicht mehr wiederholen sollte. |
| Johnny Moore’ Three Blazers                                | Groovy Movie Blues Charles Brown, John Coppage, Johnny Moore, Oscar Moore      | -            | -          | -      | 12.06.1948   | 2          | 10     | Exclusive 265             | |
| Dinah Washington                                           | West Side Baby Dallas Bartley, John Cameron                                    | 26.06.1948   | 2          | 10     | 19.06.1948   | 4          | 10     | Mercury 8079              | Dinah Washington wird begleitet vom Rudy Martin Trio (Rudy Martin, Piano, Bill Settles, Bass und Curtis „Geronimo“ Walker, Schlagzeug). |
| Dinah Washington & Cootie Williams                         | Resolution Blues Swain - Washington                                            | -            | -          | -      | 19.06.1948   | 1          | 10     | Mercury 8082              | Cootie Williams and His Orchestra, mit Cootie Williams, Bob Merrill (tp), Rupert Cole (as), William Parker (ts), Arnold Jarvis (p), Mundell Lowe (git), Leonard Swain (kb), Sylvester „Vess“ Payne (dr). |
| Louis Jordan                                               | Run Joe Joe Willoughby, Walt Merrick, Louis Jordan                             | 26.06.1948   | 14         | 3      | 26.06.1948   | 13         | 1      | Decca 24448               | Humoristische Calypso-Nummer |
| Camille Howard & Roy Milton Unit                           | You Don’t Love Me (Anymore) D. Albert                                          | 26.06.1948   | 3          | 12     | 10.07.1948   | 2          | 12     | Specialty SP-307          | mit Camille Howard (Piano), Roy Milton (Schlagzeug), Dallas Bartley (Bass). |
| The Ravens                                                 | Send for Me If You Need Me Howard Biggs, Jimmy Ricks                           | 03.07.1948   | 11         | 4      | 03.07.1948   | 9          | 7      | National 9045             | Maithe Marshall, Leonard Puzey, Warren Suttles, Jimmy Ricks (vcl), begleitet u. a. von Howard Biggs (p,arr). |
| Joe Liggins & His Honeydrippers                            | Sweet Georgia Brown Kenneth Casey, Ben Bernie, Maceo Pinkard                   | -            | -          | -      | 10.07.1948   | 1          | 27     | Exclusive 271             | „Joe Liggins, der in seiner Band The Honey Drippers auch ausgewiesene Jazzmusiker wie Little Willie Jackson und Red Callendar hatte, zeigte echte Musikalität mit Titeln wie Sweet Georgia Brown und (I've) Got a Right to Cry.“ |
| Dinah Washington                                           | ’Walkin’ and Talkin and Cryin’ My Blues Away Leo Hickman                       | 10.07.1948   | 1          | 10     | -            | -          | -      | Mercury 8079              | Dinah Washington wird (wie bei Ain't Misbehavin’) begleitet von Rudy Martin (p), möglicherweise Hurley Ramey (git) und Bill Settles (kb). |
| Lionel Hampton                                             | Gone Again Curtis Lewis, Gladys Hampton, Curley Hamner                         | -            | -          | -      | 10.07.1948   | 2          | 13     | Decca 24248               | |
| Bull Moose Jackson                                         | I Can't Go on Without You Glover - Nix                                         | 17.07.1948   | 17         | 1      | 24.07.1948   | 14         | 1      | King 4230                 | |
| Wynonie Harris                                             | Lollipop Mama Roy Brown                                                        | 17.07.1948   | 9          | 8      | 14.08.1948   | 1          | 13     | King 4226                 | Mit der typischen Shouter-Nummer setzte Wynonie Harris den Erfolg von Good Rockin' Tonight fort. |
| T-Bone Walker                                              | I’m Waiting for Your Call Oscar McLollie                                       | -            | -          | -      | 17.07.1948   | 1          | 8      | Black & White 126         | Aufnahme vom 7. November 1947, mit Teddy Buckner (tp), Bumps Myers (ts), Willard McDaniel (p), Billy Hadnott (kb) Oscar Lee Bradley Jr. (dr). |
| Martha Davis                                               | Little White Lies Walter Donaldson                                             | -            | -          | -      | 17.07.1948   | 1          | 11     | Jewel ON-2002             | Martha Davis (p, voc) mit Ralph Williams (Gitarre), Calvin Ponder (Bass) und Lee Young (Schlagzeug). |
| Rev. Kelsey's Congregation                                 | Little Boy Kelsey                                                              | -            | -          | -      | 17.07.1948   | 1          | 2      | Super Disc 1027           | Bischof Samuel Kelsey Jr. begann in der US-Armee in Camp Hancock in Augusta, Georgia, zu predigen, wurde dann als Gesangprediger bekannt; er sang an Straßenecken und in seiner Kirche. Sein bekanntestes Lied war Little Boy. |
| Sister Rosetta Tharpe & M. Knight                          | Precious Memories J. B. F. Wright                                              | -            | -          | -      | 17.07.1948   | 1          | 13     | Decca 4807                | |
| Dinah Washington                                           | I Want to Cry Lillian Malatesta Randall - Harry Pirone                         | 24.07.1948   | 3          | 13     | -            | -          | -      | Mercury 8028              | mit Cootie Williams Orchestra, mit Cootie Williams, Bob Merrill (tp), Rupert Cole (as), William Parker (ts), Arnold Jarvis (p), Mundell Lowe (git), Leonard Swain (kb,) Sylvester „Vess“ Payne (dr). |
| Wild Bill Moore                                            | We’re Gonna Rock, We’re Gonna Roll William Moore                               | 24.07.1948   | 1          | 14     | 24.07.1948   | 3          | 3 2    | Savoy 666                 | Mit We're Gonna Rock und Cornbread hatte der Pianist 1948 zwei große Mits in den Race-Music-Charts. |
| Louis Jordan                                               | All for the Love of Lil Larry Wynn                                             | -            | -          | -      | 24.07.1948   | 1          | 13     | Decca 24448               | |
| Joe Liggins & His Honeydrippers                            | Drippers Blues Joe Liggins                                                     | -            | -          | -      | 31.07.1948   | 1          | 9      | Exclusive 271             | |
| Mabel Scott                                                | Elevator Boogie Benny Ray                                                      | 21.08.1948   | 4          | 13     | 31.07.1948   | 5          | 6      | Exclusive 38X             | Symphony Sid meinte zu Mabel Scotts Elevator Boogie, „I think It's a great rhythm novelty.“ |
| Savannah Churchill & Her Boy Friends                       | I Want to Cry Randall - Pirone                                                 | -            | -          | -      | 31.07.1948   | 1          | 14     | Manor 1129                | Savannah Churchill und The Four Tunes waren auch mit Time Out for Tears (#20 Pop, #10 R&B) gemeinsam erfolgreich. |
| Jimmy Liggins & His Drops of Joy                           | Tear Drop Blues Liggins                                                        | 28.08.1948   | 1          | 14     | 31.07.1948   | 3          | 7      | Specialty SP-521          | |
| Julia Lee                                                  | Tell Me Daddy Bobby Black                                                      | 07.08.1948   | 3          | 12     | 18.09.1948   | 1          | 13     | Capitol 15144             | Julia Lee (P,voc), Sam “Baby” Lovett (dr), Red Callender (kb), Benny Carter, Dave Cavanaugh (sax), Jack Marshall (git), Red Norvo (vib), Bobby Sherwood (tp), Vic Dickenson (trb). |
| Nellie Lutcher                                             | Cool Water Bob Nolan                                                           | 21.08.1948   | 1          | 10     | 07.08.1948   | 3          | 7      | Capitol 15148             | Nellie Lutcher (p,vcl), Hurley Ramey (git), Truck Parham (kb), Alvin Burroughs (dr). |
| Nellie Lutcher                                             | Lake Charles Boogie Nellie Lutcher                                             | -            | -          | -      | 07.08.1948   | 1          | 13     | Capitol 15148             | B-Seite von Cool Water. |
| Louis Jordan                                               | Pinetop’s Boogie Woogie Pinetop Perkins                                        | -            | -          | -      | 07.08.1948   | 1          | 14     | Decca 25394               | Eine der zahlreichen Coverversionen des Boogie-Woogie-Klassikers aus den 1920er-Jahren, der in dieser Zeit auch von Lionel Hampton und Walter „Fats“ Pichon eingespielt wurde. |
| Toni Harper & Eddie Beal Sextet                            | Candy Store Blues Eddie Beal, John Nicholas Castle, Herb Jeffries              | -            | -          | -      | 07.08.1948   | 1          | 15     | Columbia 38229            | Ein Song aus dem Musikfilm Make Believe Ballroom (1949, Regie Joseph Santley, mit Jerome Courtland, Ruth Warrick und Ron Randell in den Hauptrollen), in dem der Song auch von Toni Harper vorgestellt wird. |
| Smokey Hogg                                                | Long Tall Mama Hogg                                                            | -            | -          | -      | 14.08.1948   | 1          | 8      | Modern 20-571             | Der Bluessänger Smokey Hogg hatte bei Modern Records mit 'Long Tall Mama' (1948) und Little School Girl (1950) zwei Hits. |
| Ella Fitzgerald                                            | My Happinness Betty Peterson Blasco                                            | 04.09.1948   | 2          | 13     | 14.08.1948   | 3          | 11     | Decca 24446               | Die Sängerin wurde von dem Vokalensemble The Song Spinners begleitet. |
| Paul Williams & Wild Bill Moore                            | The Twister Williams                                                           | -            | -          | -      | 14.08.1948   | 1          | 15     | Savoy 665                 | Die Aufnahme der Instrumentalnummer entstand am 2. März 1948 in Detroit, mit Phil Guilbeau (tp), Paul Williams (bar), William „Wild Bill“ Moore (ts), Floyd Taylor (p), Herman Hopkins (kb), Reetham Mallett (dr). |
| The Ravens                                                 | Bye Bye Baby Blues                                                             | 11.09.1948   | 2          | 12     | 21.08.1948   | 3          | 11     | King 3234                 | Bye Bye Baby Blues war für King Records der erste Charterfolg mit einer schwarzen Vokalgruppe. |
| T-Bone Walker                                              | Midnight BLues T-Bone Walker                                                   | -            | -          | -      | 21.08.1948   | 2          | 11     | Black & White 127         | T-Bone Walker (vcl, git), mit Bumps Myers (ts), Willard McDaniel (p), Billy Hadnott (b), Oscar Lee Bradley (dr). |
| Johnny Moore' Three Blazers                                | Jilted Blues                                                                   | -            | -          | -      | 28.08.1948   | 1          | 11     | Exclusive 40X             | Nummern wie Jilted Blues waren typisch für die Jazz-inspirierten Arrangements von Johnny Moore's Three Blazers Blues im Supper-Club-Stil. |
| Sonny Thompson Quintet feat. Eddie Chamblee                | Lake Freight Thompson                                                          | 11.09.1948   | 10         | 1      | 28.08.1948   | 9          | 2      | Miracle 128               | |
| Joe Liggins                                                | Sweet and Lovely J. Liggins                                                    | -            | -          | -      | 28.08.1948   | 1          | 14     | Exclusive 41K             | |
| Louis Jordan                                               | Don’t Burn the Candle on Both Ends                                             | 04.09.1948   | 7          | 4      | 04.09.1948   | 6          | 6      | Decca 24483               | U.a. mit Wild Bill Davis (p) und Martha Davis (Gesang) |
| Hal Singer Sextette                                        | Corn Bread                                                                     | 18.09.1948   | 19         | 2      | 03.09.1948   | 20         | 1      | Savoy 671                 | Hal Singer Sextette, mit Milt Larkin (trb), Hal Singer (ts), Sir Charles Thompson (p) oder Wynton Kelly (p), Franklin Skeete (kb), N.N. (dr). |
| Dinah Washington Acc By Dave Young’s Orchestra             | Am I Asking Too Much?                                                          | 18.09.1948   | 14         | 5      | 11.09.1948   | 15         | 1      | Mercury 8095              | B-Seite von I Sold My Heart To The Junk Man. |
| The Orioles                                                | It’s Too Soon to Know Deborah Chessler                                         | 09.10.1948   | 8          | 2      | 11.09.1948   | 16         | 1      | Natural 5000              | Am 21. August 1948 erschien auf dem Label Natural Records die erste Platte der Orioles, Deborah Chesslers Ballade It's Too Soon to Know; der schwarze DJ Willie Bryant stellte sie mit seinem Partner Ray Carroll beim Rundfunksender WHOM vor. |
| Louis Jordan & His Tympany Five                            | We Can’t Agree                                                                 | -            | -          | -      | 11.09.1948   | 1          | 14     | Decca 24483               | Louis Jordan & His Tympany Five mit Bill Doggett (p,arr). |
| Roy Milton & His Solid Senders                             | Everything I Do Is Wrong R. Milton                                             | 18.09.1948   | 7          | 7      | 18.09.1948   | 8          | 8      | Specialty SP-314          | B-Seite von Everything I Do Is Wrong war Hop, Skip, and Jump, ein Titel, der ebenfalls in die R&B-Chart gelangte. |
| Paul Williams & Wild Bill Moore                            | Waxie Maxie Williams                                                           | 18.09.1948   | 3          | 11     | 02.10.1948   | 3          | 12     | Savoy 670                 | Paul Williams/Wild Bill Moore, mit Phil Guilbeau (tp), Paul Williams (bar), Wild Bill Moore (ts), Floyd Taylor (p), Herman Hopkins (kb), Reetham Mallett (dr). |
| Muddy Waters                                               | I Feel Like Going Home Muddy Waters                                            | 06.12.1948   | 1          | 11     | 18.09.1948   | 2          | 11     | Aristocrat 1305           | B-Seite von I Can't Be Satisfied. |
| Hadda Brooks                                               | Out of the Blue                                                                | 25.09.1948   | 2          | 9      | 09.10.1948   | 2          | 12     | Modern 20-600             | |
| Dizzy Gillespie                                            | Manteca Dizzy Gillespie                                                        | 25.09.1948   | 1          | 15     | 09.10.1948   | 1          | 13     | Victor 20-3023            | Dizzy Gillespie and His Orchestra mit Chano Pozo (Gesang), Gil Fuller (Arrangement). |
| Joe Lutcher & His Society Cats                             | Rockin’ the Boogie J. Lutcher                                                  | -            | -          | -      | 25.09.1948   | 1          | 14     | Specialty 303             | |
| Don Byas Quartet                                           | London Donnie D. Byas                                                          | 23.10.1948   | 2          | 14     | 25.09.1948   | 2          | 14     | Savoy 668                 | Aufgenommen am 7. Mai 1946; Don Byas (ts), Teddy Brannon (p,celeste), Franklin Skeete (kb), Fred Radcliffe (dr). |
| Cab Calloway                                               | The Calloway Boogie Cab Calloway                                               | -            | -          | -      | 25.09.1948   | 1          | 13     | Columbia 38227            | Cab Calloway and His Orchestra : Ed Mullins, Jonah Jones, Johnny Letman (tp), Keg Johnson, Quentin Jackson, James Buxton, Earl Hardy (tb), Hilton Jefferson, Rudy Powell, Charlie Frazier (as,bar), Al Gibson (ts,arr), Sam „The Man“ Taylor (ts), Dave Rivera (p), John Smith (git), Milt Hinton (kb), Panama Francis (dr).                                                                                              |
| Nellie Lutcher                                             | Alexander’s Ragtime Band Irving Berlin                                         | 02.10.1948   | 1          | 13     | -            | -          | -      | Capitol 15180             | |
| Roy Milton & His Sold Sender                               | Hop, Skip and Jump R. Milton                                                   | 02.10.1948   | 10         | 3      | 02.10.1948   | 7          | 7      | Specialty SP-314          | |
| Cecil Gant                                                 | Another Day, Abother Dollar C. Gant                                            | -            | -          | -      | 02.10.1948   | 1          | 6      | Bullet 280                | |
| Lowell Fulson                                              | Three O’Clock Blues L. Fulson                                                  | -            | -          | -      | 02.10.1948   | 1          | 6      | Down Town Recording 2002  | Der kommerzielle Durchbruch des Labels King Records gelang 1952, als Lowell Fulsons Hit von 1948, Three O'Clock Blues auf #1 der R&B-Chart gelangte. |
| Joe Liggins                                                | Roll ’em J. Liggins                                                            | -            | -          | -      | 02.10.1948   | 2          | 9      | Exclusive 41X             | |
| T-Bone Walker                                              | West Side Baby Walker                                                          | 09.10.1948   | 4          | 8      | 09.10.1948   | 1          | 10     | Comet T-50                | |
| Brownie McGhee                                             | My Fault McGhee                                                                | 09.10.1948   | 3          | 11     | 09.10.1948   | 8          | 2      | Savoy 5551                | |
| Johnny Moore’ Three Blazers                                | More Than You Know Vincent Youmans, Billy Rose, Edward Eliscu                  | -            | -          | -      | 02.10.1948   | 1          | 4      | Modern 20-599             | |
| Joe Liggins                                                | The Darktown Strutters’ Ball Shelton Brooks                                    | -            | -          | -      | 16.10.1948   | 1          | 2      |                           | |
| Ella Fitzgerald                                            | It’s Too Soon to Know Deborah Chessler                                         | 06.11.1948   | 2          | 8      | 16.10.1948   | 2          | 7      | Decca 24497               | „Vocal with Male Quartet and Instrumental Accompaniment“ |
| Pee Wee Crayton and His Guitar                             | Blues After Hours Crayton                                                      | 23.10.1948   | 13         | 1      | 06.11.1948   | 9          | 1      | Modern 20-624             | Nach seinem ersten Hit mit Yours Truly hatte Crayton großen Erfolg mit Blues After Hours. |
| Todd Rhodes                                                | Blues for the Red Boy Todd Rhodes                                              | 23.10.1948   | 16         | 4      | 23.10.1948   | 10         | 7      | King 4240                 | B-Seite von Rhodes' Single Sportree's Jump. |
| Dinah Washington                                           | It’s Too Soon to Know Deborah Chessler                                         | 23.10.1948   | 11         | 1      | 23.10.1948   | 7          | 2      | Mercury 6107              | Dinah Washington with Mitch Miller’s Orchestra |
| Roy Brown’s Might Might Men                                | Long About Midnight Brown                                                      | 23.10.1948   | 13         | 3      | 30.10.1948   | 15         | 4      | De Luxe 1154              | |
| Lonnie Johnson                                             | Pleasing You (As Long As I Live) L. Johnson                                    | 23.10.1948   | 6          | 6      | 30.10.1948   | 9          | 2      | King 4245                 | |
| Lonnie Johnson                                             | West Side Baby Dallas Bartley, John Cameron                                    | 23.10.1948   | 1          | 2      | -            | -          | -      | King 4245                 | |
| Ivory Joe Hunter                                           | What Do You Do to Me? Hunter                                                   | -            | -          | -      | 23.10.1948   | 2          | 9      | King 4232                 | mit Oscar Pettiford (Bass), H.J. Baker (Trompete), Sonny Greer (Schlagzeug), R.K. Protone (Altsaxophon), Tyree Glenn (Posaune). |
| Louis Jordan Orchestra featuring Martha Davis              | Daddy-O Don Raye, Gene De Paul                                                 | 30.10.1948   | 3          | 10     | 13.11.1948   | 5          | 9      | Decca 24502               | |
| Billy Eckstine & Sonny Burke Orchestra                     | Everything I Have Is Yours Burton Lane, Harold Adamson                         | -            | -          | -      | 30.10.1948   | 1          | 10     | MGM 19259                 | B-Seite von I'll Be Faithful. |
| Nat King Cole Trio                                         | Lilette                                                                        | -            | -          | -      | 30.10.1948   | 2          | 12     | Capitol 15224             | |
| Paula Watson                                               | A Little Bird Told Me Henry O. Brooks                                          | 06.11.1948   | 10         | 6      | 20.11.1948   | 14         | 6      | Supreme S-1507            | A Little Bird Told Me, gesungen von Paula Watson bei Supreme Records, wurde von Deccas Evelyn Knight gecovert, noch bevor das Original im November 1948 in die R&B-Charts kam. Anschließend kam es zu einem Urheber-Rechtsstreit. |
| The Ravens                                                 | Be on Your Merry Way Howard Biggs, Jimmy Ricks                                 | -            | -          | -      | 06.11.1948   | 1          | 13     | National 8056             | B-Seite von It's Too Soon To Know. |
| Red Miller Trio                                            | Bewildered Leonard Whitcup, Teddy Powell                                       | 20.11.1948   | 15         | 1      | 20.11.1948   | 19         | 8      | Bullet 295                | |
| The Ravens                                                 | It’s Too Soon to Know Deborah Chessler                                         | 20.11.1948   | 1          | 11     | -            | -          | -      | National 9056             | |
| Duke Ellington & His Orchestra, Vocal Chorus by Al Hibbler | Don’t Be So Mean to Baby (Cause Baby's So Good To You) Dave Barbour, Peggy Lee | 20.11.1948   | 1          | 2      | -            | -          | -      | Columbia 38295            | |
| Joe Swift & The Johnny Oris Orchestra                      | That’s Your Last Boogie Joe Swift                                              | 20.11.1948   | 4          | 2      | 25.12.1948   | 1          | 15     | Exclusive 51-X            | Mit dem Song, bei dem er den Sänger Joe Swift begleitete, hatte Johnny Otis seinen ersten Charterfolg. |
| Amos Milburn                                               | Chicken Shack Boogie Amos Milburn                                              | 27.11.1948   | 22         | 2      | 20.11.1948   | 20         | 1      | Aladdin 3014              | B-Seite von Milburns Single It Took a Long, Long Time. |
| Tiny Grimes                                                | Midnight Special Traditional                                                   | -            | -          | -      | 20.11.1948   | 1          | 12     | Atlantic 885              | B-Seite von Grimes' Single Annie Laurie. |
| The Dixieaires                                             | Go Long Rudolph Trombs                                                         | 06.12.1948   | 2          | 13     | 20.11.1948   | 1          | 15     | Gotham G-163              | Vokalgruppe aus New York City um Caleb Ginyard. |
| Johnny Moore’s Three Blazers                               | Lonesome Blues                                                                 | -            | -          | -      | 20.11.1948   | 1          | 15     | Exclusive 53-X            | |
| Bull Moose Jackson                                         | Going to Cleveland Ohio Blues Jackson                                          | -            | -          | -      | 20.11.1948   | 1          | 12     | King/Queen 4165           | |
| Amos Milburn                                               | It Took a Long Long Time Milburn                                               | 04.12.1948   | 2          | 9      | 25.12.1948   | 1          | 8      | Aladdin 2014              | |
| Bull Moose Jackson and His Buffalo Bearcats                | Love Me Tonight Nix                                                            | -            | -          | -      | 06.12.1948   | 1          | 12     | King 4250                 | |
| Amos Milburn                                               | Bewildered Teddy Powell, Leonard Whitcup                                       | 11.12.1948   | 15         | 1      | 18.12.1948   | 14         | 5      | Aladdin 3018              | |
| Al Hibbler                                                 | Trees Joyce Kilmer, Oscar Rasbach                                              | 18.12.1948   | 8          | 5      | -            | -          | -      | Miracle M-501             | |
| Sonny Boy Williamson I.                                    | Better Cut That Out Willkiamson                                                | 18.12.1948   | 1          | 2      | -            | -          | -      | Victor 20-3118            | |
| Do Ray and Me                                              | Wrapped Up in a Dream Best - Berman                                            | -            | -          | -      | 18.12.1948   | 9          | 15     | Commodore C-7505          | |
| Charlie Parker                                             | Barbados Parker                                                                | -            | -          | -      | 18.12.1948   | 1          | 15     | Savoy 936                 | Mit Miles Davis (tp), Charlie Parker (as), John Lewis (p), Curly Russell (kb), Max Roach (dr). Die Aufnahme vom 18. September 1948 blieb Charlie Parkers einzige Notierung in den R&B-Charts. |
| Pee Wee Crayton                                            | Texas Hop Crayton - Taub                                                       | 25.12.1948   | 5          | 9      | -            | -          | -      | Modern 20-643             | |
| Sister Rosetta Tharpe with Mary Knight & Sammy Price Trio  | Up Above My Head, I Hear the Music in the Air Tharpe                           | 25.12.1948   | 6          | 12     | -            | -          | -      | Decca 40890               | |
| Ivory Joe Hunter                                           | I Like It Hunter                                                               | 25.12.1948   | 2          | 15     | -            | -          | -      | King 4255                 | Mit Ivory Joe Hunter (p), H.J. Baker (tp), Tyree Glenn (trb), R.K. Procope (as), Oscar Pettiford (kb), Sonny Greer (dr). |
| Mabel Scott                                                | Boogie Woogie Santa Claus Leon Rene                                            | 25.12.1948   | 3          | 15     | -            | -          | -      | Exclusive 75X             | |
| The Orioles                                                | It's Gonna Be a Lonely Christmas Phil Rose, Sid Sprung                         | -            | -          | -      | 25.12.1948   | 1          | 8      | Jubilee 5001              | B-Seite der Oiriolers-Single What Are You Doing New Year's Eve. |
| The Ravens                                                 | Silent Night Traditional                                                       | -            | -          | -      | 25.12.1948   | 1          | 8      | National 9063             | |